# Asnières-sur-Seine
Asnières-sur-Seine település Franciaországban, Hauts-de-Seine megyében. Lakosainak száma 91 457 fő (2022. január 1.). Asnières-sur-Seine Gennevilliers, L’Île-Saint-Denis, Saint-Ouen-sur-Seine, Clichy, Levallois-Perret, Courbevoie, Bois-Colombes és Colombes községekkel határos.

## Népesség
A település népességének változása:
| Lakosok száma | 345  | 556  | 3213 | 15 203 | 42 583 | 71 831 | 75 431 | 81 666 | 85 191 | 91 457 |
|               | 1793 | 1836 | 1861 | 1886   | 1911   | 1936   | 1975   | 2008   | 2017   | 2022   |